# Sacra Famiglia col cagnolino
La Sacra Famiglia col cagnolino (in spagnolo:  Sagrada Familia del pajarito ) è un dipinto del pittore spagnolo Bartolomé Esteban Murillo realizzato circa nel 1650 e conservato nel Museo del Prado a Madrid in Spagna.

## Storia
Il dipinto fu acquistato nel 1744 da Elisabetta Farnese per incorporarlo nelle collezioni reali. 
Il dipinto si trova attualmente al Museo del Prado di Madrid. 

## Descrizione e stile
Si tratta di una delle opere più importanti dell'autore.
Il dipinto raffigura la scena domestica della Sacra Famiglia  in cui Gesù bambino è posto al centro in piedi e scalzo, mentre tiene in mano un pajarito, e gioca sorridente col cagnolino.
Ai due lati sono seduti i genitori:
- Maria, davanti ad un cesto di panni, intenta lavorare al filatoio,
- San Giuseppe, accanto al proprio banco di lavoro, con gli attrezzi da falegname.

Gesù è appoggiato al padre, mentre Maria Vergine è intenta ad osservare la scena.